# Just-in-time (produzione)
Il just-in-time (spesso abbreviato in JIT), espressione inglese che significa "appena in tempo",  è una filosofia industriale che ha invertito il "vecchio metodo" di produrre prodotti finiti per il magazzino in attesa di essere venduti (detto logica push) passando alla logica pull secondo cui occorre produrre solo ciò che è stato già venduto o che si prevede di vendere in tempi brevi.
In termini più pragmatici, ma anche riduttivi, è una politica di gestione delle scorte a ripristino che utilizza metodologie tese a migliorare il processo produttivo, cercando di ottimizzare non tanto la produzione quanto le fasi a monte, di alleggerire al massimo le scorte di materie prime e di lavorati necessari alla produzione. In pratica si tratta di coordinare i tempi di effettiva necessità dei materiali sulla linea produttiva con la loro acquisizione e disponibilità nel segmento del ciclo produttivo e nel momento in cui debbono essere utilizzati.
Il just-in-time abbina elementi quali affidabilità, riduzione delle scorte e del lead time, ad un aumento della qualità e del servizio al cliente. In tal modo si riducono enormemente i costi di immagazzinaggio, gestione, carico e scarico di magazzino.
Alla base della filosofia del JIT qualsiasi scorta di materiale, semilavorato o prodotto finito è uno spreco, uno spreco di risorse economiche, finanziarie e un vincolo all'innovazione continua. Più il processo è "corto" nella somma dei processi di progettazione e di produzione (sommando i tempi di produzione e transito) e più l'industria con i suoi prodotti e servizi (inclusi prevendita e postvendita) è vincente.
L'idea del just-in-time è molto antica e risale alla prima industrializzazione delle officine di costruzione, in particolare nel settore automobilistico.
Il primo utilizzo di tale tecnica si fa risalire alla Ford negli anni venti del secolo scorso ed era definita «dock to factory floor», ossia  "dalla banchina (di ricezione) direttamente sul pavimento del reparto di produzione", senza passare attraverso il magazzino.
Questo tipo di rifornimento presuppone generalmente consegne più frequenti e di minore entità.
Tale metodologia fu adottata negli anni cinquanta in Giappone dalla Toyota Motor Corporation che la inglobò nel proprio sistema di fabbricazione e la pubblicizzò con il nome di Toyota Production System. Il JIT divenne rapidamente uno dei "prodotti" più conosciuti ed esportati della filosofia produttiva giapponese, e consentì tutta una serie di miglioramenti e di razionalizzazioni che produssero effetti assolutamente inaspettati nella produzione meccanica in generale.
Ad esempio applicando il principio del just-in-time oltre che alle materie in entrata anche ai prodotti in uscita, si riuscirono a realizzare economie sostanziali, producendo autovetture praticamente su ordinazione, diminuendo i tempi di consegna, evitando il notevole rischio (e il costo) connesso con una produzione in linea con le stime di assorbimento del mercato. Il che comportava appunto un'alea oltre che i considerevoli costi di stoccaggio e custodia dei prodotti finiti.
Fu negli anni ottanta una delle principali cause del vantaggio competitivo giapponese, che le industrie europee e statunitensi non compresero in tempi brevi.
Questa filosofia innovativa aprì la strada ad altre innovazioni quali il Total Quality Management (TQM, "Controllo totale della qualità") che consiste nell'impedire che si verifichino difetti nel prodotto eliminandone le cause con un affinamento costante del ciclo produttivo, raggiungendo percentuali di qualità del prodotto mai raggiunte prima. La difettosità passa dai punti percentuali all'ordine delle parti per milione.
Nel tempo la filosofia JIT è stata interpretata e applicata in modalità molto diverse: in oriente ed in particolare in Giappone, partendo dal concetto che il miglior sistema informativo è la vista con modelli di produzione gestiti con comunicazione visiva Kanban, mentre il modello americano con modelli gestionali informatizzati (MRP).
L'ottimizzazione della produzione, come la gestione delle scorte e l'utilizzo di sistemi Material Requirements Planning (MRP) sono competenze caratterizzanti l'ingegnere gestionale.